# Luminous Beings (Charlie Griffiths)
Luminous Beings è un singolo del chitarrista britannico Charlie Griffiths, pubblicato il 6 giugno 2022 come terzo estratto dal primo album in studio Tiktaalika.

## Descrizione
Il brano ha visto la partecipazione vocale di Daniël de Jongh dei Textures e a detta di Griffiths stesso rappresenta il brano più progressive, con uno stile che unisce la musica dei Gentle Giant con quella dei Cynic. Il testo, invece, rappresenta una lettera d'amore alla Terra e «riflette anche su quella "forza" intangibile che ci guida e ci ispira a continuare ad andare avanti, nonostante i molti ostacoli che tutti abbiamo affrontato».

## Video musicale
Il video, girato in animazione, è stato reso disponibile in concomitanza con il lancio del singolo attraverso il canale YouTube della Inside Out Music e mostra la vita di un tiktaalik dalla nascita fino ai suoi ultimi istanti di vita.

## Tracce
Testi e musiche di Charlie Griffiths.
1. Luminous Beings – 5:57

## Formazione
Musicisti
- Charlie Griffiths – chitarra, basso, sintetizzatore
- Darby Todd – batteria
- Daniël de Jongh – voce

Produzione
- Charlie Griffiths – produzione
- Adam "Nolly" Getgood – missaggio
- Sebastian Sendon – assistenza al missaggio
- Ermin Hamidovic – mastering